# Eric Sievers
Eric Scott Sievers (Urbana, Illinois; 9 de noviembre de 1957 - 10 de abril de 2024) fue un jugador estadounidense de fútbol americano que fue tight end durante 10 temporadas en la National Football League (NFL), principalmente con los San Diego Chargers. Jugó fútbol americano universitario para los Maryland Terrapins antes de ser seleccionado por los Chargers en la cuarta ronda del draft de la NFL de 1981. Sievers fue incluido en el equipo All-Rookie de la NFL en 1981. Jugó en la NFL de 1981 a 1990 para los Chargers, Los Angeles Rams y los New England Patriots.

## Primeros años y universidad
Nacido en Urbana, Illinois, el 9 de noviembre de 1957, Sievers creció en Arlington, Virginia. Asistió a la escuela secundaria Washington-Lee en Arlington, donde fue un atleta de tres deportes: fútbol, baloncesto y atletismo. En su último año en 1975, Sievers obtuvo los honores All-American en fútbol americano de Parade y Scholastic Magazine. Fue incluido en el Salón de la Fama de la Escuela Secundaria de Virginia en 1997.
En la Universidad de Maryland, Sievers se estableció como un fuerte bloqueador, pero no atrapó mucho el balón ya que los Terrapins no pasaban con frecuencia.

## Carrera profesional
Sievers fue seleccionado por los San Diego Chargers en la cuarta ronda del draft de la NFL de 1981 con la selección general número 107. También seleccionaron al ala cerrada Pete Holohan en la séptima ronda, quien fue compañero de cuarto de Sievers en el East-West Shrine Game, donde se hicieron amigos. En su primera temporada en 1981, Sievers inició 10 juegos mientras reemplazaba frecuentemente a Kellen Winslow cuando el ala cerrada All-Pro se alineaba afuera como lateral. United Press International nombró a Sievers para su equipo All-Rookie de la NFL. En la postemporada, los Chargers ganaron el partido de playoffs divisional de la Conferencia de Fútbol Americano (AFC) 41-38 en tiempo extra sobre Miami. Un partido de cuatro horas jugado en condiciones cálidas y húmedas, el juego llegó a ser conocido como el Epic in Miami y votado por el Salón de la Fama del Fútbol Americano Profesional como el «Juego de la NFL de los años 80». La imagen perdurable del juego es la de un Winslow exhausto, quien tuvo 13 recepciones para 166 yardas y bloqueó un intento de gol de campo ganador al final del tiempo reglamentario, siendo sacado del campo después del juego por Sievers y su compañero Billy Shields. Los Chargers se quedaron a un juego del Super Bowl, perdiendo el juego del Campeonato de la AFC de la semana siguiente 27–7 ante Cincinnati en el juego de playoffs más frío en la historia de la NFL con −59 grados Fahrenheit (−50,6 °C) de sensación térmica, denominado «Freezer Bowl».
Un bloqueador sólido, Sievers fue una parte integral de Air Coryell, el ataque aéreo abierto del entrenador en jefe de San Diego, Don Coryell, con el mariscal de campo Dan Fouts. Sus mejores años como receptor con los Chargers fueron en 1984 y 1985, cuando registró temporadas idénticas de 41 recepciones para 438 yardas. En 1984, Sievers, Holohan y Winslow contribuyeron a las 164 recepciones de los Chargers en la posición de ala cerrada, estableciendo un récord de la NFL en una sola temporada para alas cerradas en un equipo. Sievers comenzó la temporada de 1985 con 30 recepciones y cinco touchdowns en los primeros siete juegos, pero tuvo solo 11 recepciones para una anotación en los últimos nueve juegos después de que Winslow regresara de su lesión junto con el cambio de la ofensiva para involucrar más a Lionel James y Gary Anderson.
Después de atrapar 149 pases en sus primeras cinco temporadas, Sievers estuvo limitado por lesiones y tiempo de juego mínimo y tuvo sólo tres recepciones en las siguientes tres temporadas. Jugó sólo en nueve partidos y atrapó sólo dos pases en 1986 mientras estaba obstaculizado por una fractura de compresión en la pierna y se sometió a una cirugía en la temporada baja. En 1988, fue colocado en la reserva de lesionados por una lesión en el cuello. Según Sievers, su lesión no era lo suficientemente grave como para justificar el traslado. «Les dio la oportunidad de incorporar a la gente que realmente querían tener», afirmó. San Diego intentó activarlo pasándolo por waivers, pero fue reclamado por Los Angeles Rams. Había sido el segundo jugador con más tiempo en la plantilla de los Chargers detrás de Don Macek. Jugó un partido de temporada regular y un partido de playoffs al final de la temporada de los Rams antes de convertirse en agente libre del Plan B.
Sievers firmó con los New England Patriots en 1989. Aunque Lin Dawson comenzó como ala cerrada, Sievers lideró a todas las alas cerradas de la AFC ese año con 54 recepciones para 615 yardas, ambas cifras máximas de su carrera. En 1990, se lesionó la rodilla el 4 de noviembre contra los Philadelphia Eagles, y pasó el resto del año en la reserva de lesionados. Sievers terminó la temporada con ocho recepciones para 77 yardas en ocho juegos con un inicio. Firmó con los Miami Dolphins como agente libre Plan B en 1991, pero fue cortado durante la pretemporada.

## Últimos años
En 1994, Sievers se asoció con el presentador Charlie Jones en Chargers: Monday Night Live, un programa semanal posterior al partido de Monday Night Football en el canal 10 de KGTV en San Diego.
Después de una batalla de seis años contra el cáncer de vejiga, Sievers murió el 10 de abril de 2024, a la edad de 66 años.